# Delta Works

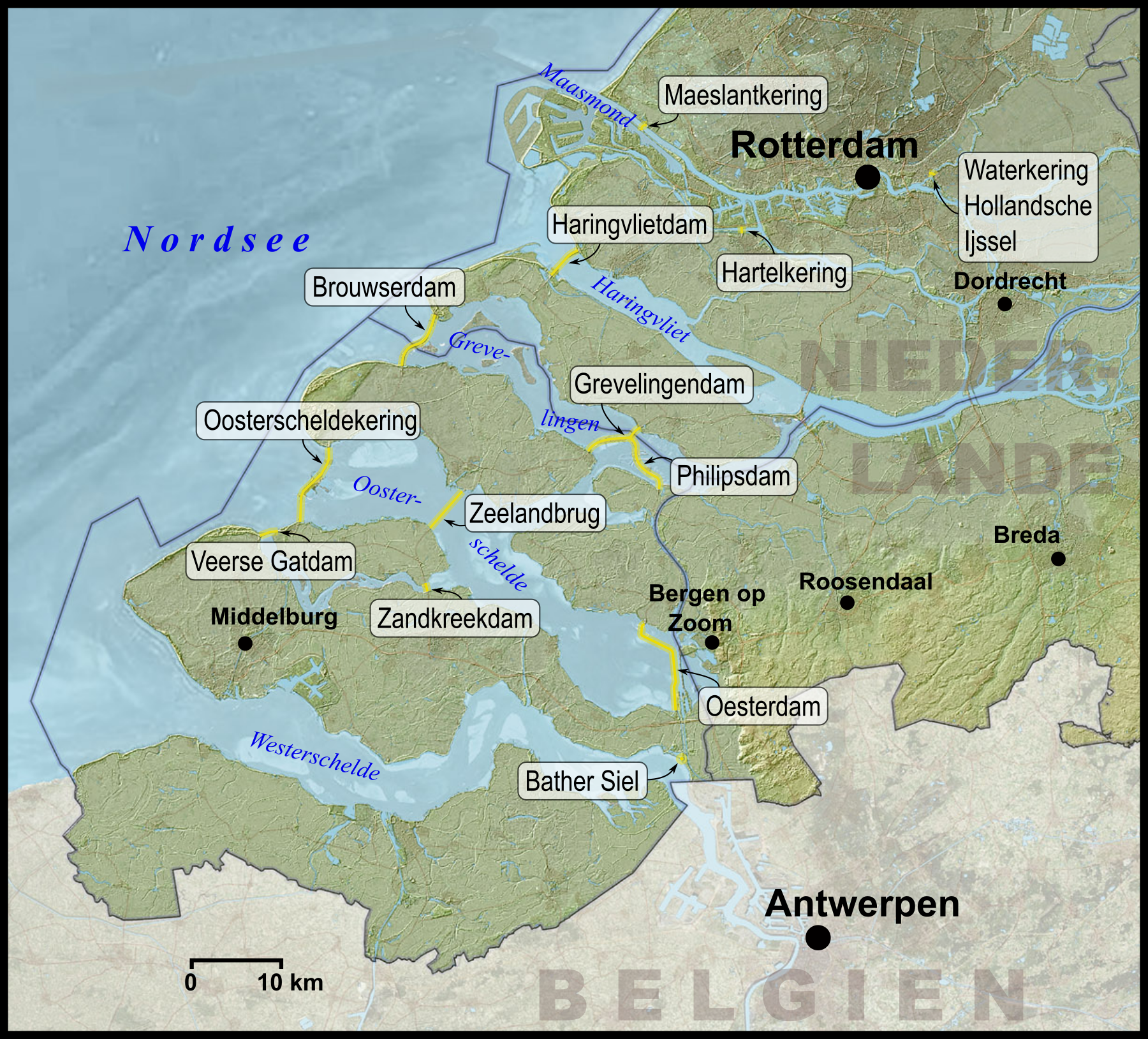
A Delta Works

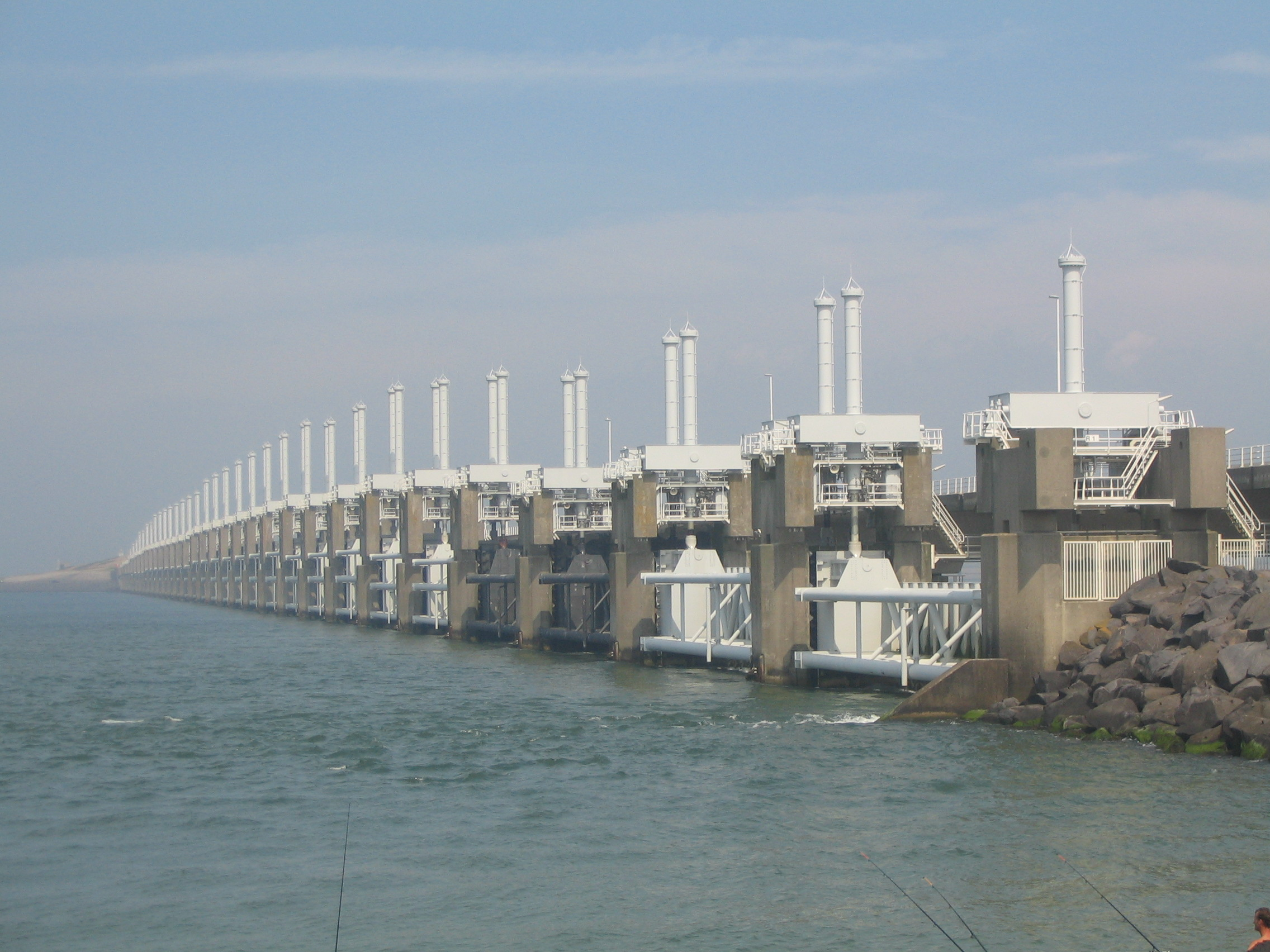
OosterscheldeKering

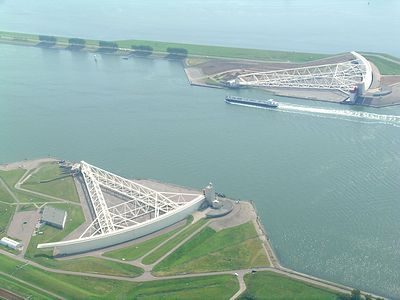
Maeslantkering

A Delta Works egy gátrendszer Hollandiában.

## Története
A holland történelemben a víz mindig központi szerepet játszott. Az 1953-ban bekövetkezett utolsó nagy árvíz után meghozták a döntést a Deltawerken megépítéséről, és ezzel belevágtak a világ egyik legnagyobb vízgazdálkodási és árvíz-megelőzési projektjébe. Húsz nappal az árvíz után, 1953. február 21-én megalakult a Deltabizottság, melynek az volt a feladata, hogy tanácsokkal segítse a Delta-régió biztonságának hosszú távú növekedését. Bármily fontos is volt a terület biztonsága, a Nieuwe Waterweg-nek és a Westerschelde-nek nyitva kellett maradnia Antwerpen és Rotterdam kikötőinek gazdasági érdekei miatt. A Deltabizottság 1955. október 18-án végül öt tanácsban foglalta össze a Deltatervet.
Így készült el a világ legnagyobb zsilipes gátja. A vihargátat 3 kilométer hosszúra tervezték, és 65 előre gyártott betonpillérből és az ezek közé illesztett 62 acél zsilipből építették meg.
A Maeslantkering világviszonylatban is egyedülálló, hisz nincs másik nyitható gát, aminek hasonlóan óriási mozgatható alkatrésze lenne – a Maeslantkering nyitható kapui ugyanis egyenként 240 méteresek.
A Deltawerken világszerte mintának számít az ember és a természet védelmére nagy figyelmet szentelő technológiai fejlesztések kategóriájában. A projekt során Hollandiában a biztonságos élettér és a víz kérdése egyre nagyobb figyelmet kapott. A Deltawerken a biztonság, a gazdaság, a rekreáció és a természet kompromisszumából született.